# Simon II de Lorraine
Pour les articles homonymes, voir Simon II.
Simon II de Lorraine, né en 1140 mort le 4 janvier 1207, fut duc de Lorraine de 1176 à 1205. 

## Biographie
Il était fils du duc Mathieu Ier et de Judith de Hohenstaufen (1123-1195), aussi appelée Berthe.
Il succéda à son père en 1176, mais leur mère aurait voulu que le duché passât à son fils cadet Ferry. Simon dut convoquer une assemblée de la noblesse lorraine qui le confirma dans ses droits, mais à qui il dut céder des privilèges, notamment la création des États de Lorraine, qui tiendra le rôle d'un parlement en Lorraine. Il donna le pays de Bitche en apanage à Ferry, mais celui-ci ne s'estima pas satisfait et se révolta. La guerre dura trois ans avant de se terminer avec le traité de Ribemont, qui entérine de fait un partage de la Lorraine : Simon reçut la partie sud du duché, francophone, et Ferry la partie nord, germanophone.
Comme ses prédécesseurs il est en conflit avec les abbesses de Remiremont ; celles-ci tiennent à conserver les avantages qui leur ont été concédés par les empereurs et les papes et demandent au pape de faire en sorte que Simon cesse de leur causer des torts « directement ou indirectement ». L'évêque de Trèves Jean jette l'interdit sur le duché ; la réconciliation se fera le 18 octobre 1194 au prix de l'abandon de nombreux droits aux abbesses (revenus de la foire, justice, usage de forêts...) et Simon sera relevé de son excommunication.
Il est également en conflit avec les chanoines de Saint-Dié qui l'accusent d'outrepasser ses droits. Si dans un premier temps il leur cède différents revenus, très vite il se fâche, et en 1203, il brûle des édifices et pille leurs biens. Il est excommunié. Il répare ses torts et l'excommunication est levée en 1204. Il se comporte parfaitement avec les autres abbayes du duché.

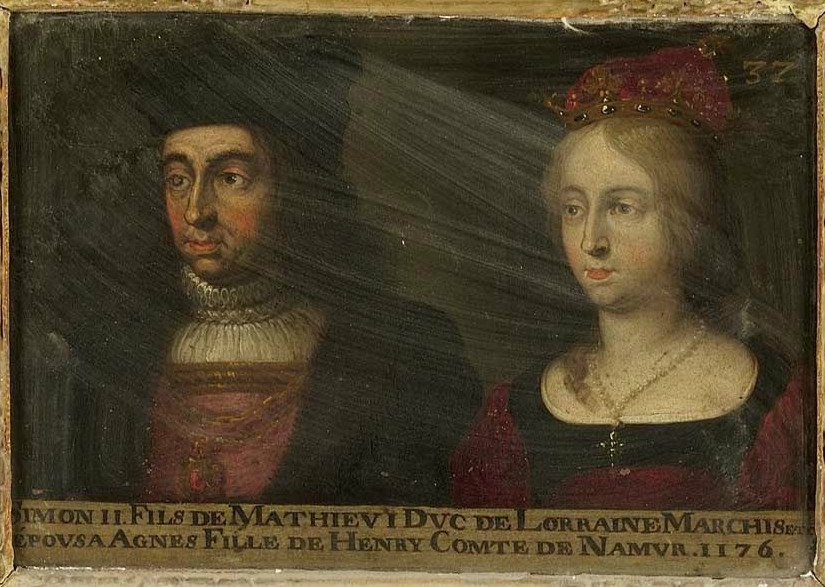
Simon II et son épouse (XVIIe siècle). Le nom de la duchesse est erroné.

Il a épousé Agnès, fille du comte de Valdentz qui décède rapidement, puis Ide († 1227), fille de Géraud Ier, comte de Mâcon et de Vienne, et de Maurette de Salins, et n'eut pas d'enfant. Il désigna pour lui succéder son neveu Ferry II, le fils de Ferry Ier, céda en 1202 la suzeraineté sur le comté de Vaudémont à Thiébaut Ier, comte de Bar, et abdiqua en 1205 pour se retirer dans un monastère.

## Sources
- Henry Bogdan, La Lorraine des ducs, sept siècles d'histoire, Perrin, 2005 [détail des éditions] (ISBN 2-262-02113-9).